# Ия (река)
Ия́ — река в Иркутской области России.
Длина — 484 км, площадь водосборного бассейна — 18 100 км². Берёт начало на северных склонах Восточного Саяна слиянием рек Холба и Хиаи. Протекает по территории Нижнеудинского, Тулунского, Куйтунского и Братского районов, а также городского округа Тулун. В верховьях имеет горный характер, ниже долина реки расширяется, течение становится спокойным.
Впадает в Окинский залив Братского водохранилища, подпор от которого распространяется на 320 км. До заполнения водохранилища являлась левым притоком впадающей в Ангару реки Оки.

## Гидрология

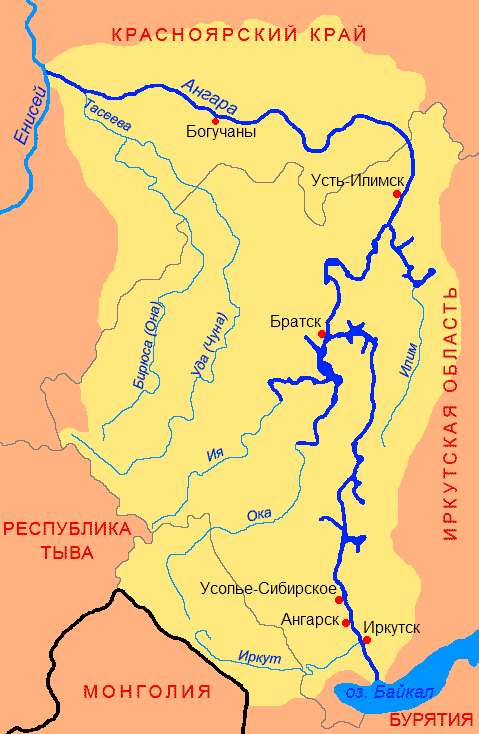
Бассейн Ангары

Питание главным образом дождевое. Замерзает в конце октября — начале ноября, вскрывается в конце апреля — начале мая. По данным наблюдений с 1920 по 1990 год среднегодовой расход воды у города Тулуна (119 км от устья) составляет 150,17 м³/с, максимальный расход приходится на июль, минимальный — на март.
Главные притоки: Кирей — справа; Икей, Илир — слева.
| Средний расход воды (м³/с) реки Ии по месяцам с 1920 по 1990 гг. (замеры производились на гидрологическом посту в районе г. Тулуна, 119 км от устья) |

## Притоки
(указано расстояние от устья)
- 2 км: река Ербь
- 16 км: река Ахобь
- 28 км: река Каморей
- 45 км: река Сухая
- 50 км: река Баробь
- 72 км: река Эхтей
- 75 км: река Бол. Кукучей
- 80 км: родники кл. Угнай
- 100 км: река Нюра
- 103 км: река Курзанка
- 122 км: река Азей
- 143 км: река Манут (Хараманут)
- 152 км: родники кл. Манутка
- 167 км: река Большой Гадалей
- 183 км: родники кл. Барней
- 186 км: руч. Ниж. Умыкей
- 195 км: руч. Верх. Галоты (руч. Умыкей)
- 203,4 км: родники кл. Хара-Булак
- 203,9 км: река Кирей (Бол. Кирей)
- 210 км: руч. Гыхей
- 218 км: река Едогон
- 247 км: река Икей
- 277 км: река Сельгинейка
- 287 км: река Улыр (Чёрный Улыр)
- 297 км: река Горхон
- 334 км: река Мал. Шаблык
- 338 км: река Барбитай
- 359 км: река Мал. Шитый
- 377 км: река Чёрная 2-я
- 392 км: река Тамхыл
- 404 км: река Бол. Шитый (Лев. Бол. Шитый)
- 418 км: река Ниж. Чёрная
- 430 км: река Эльдран (Прав. Эльдран)
- 433 км: река Верхняя Чёрная
- 438 км: река Утхум
- 446 км: река Соруг
- 450 км: река Чет-Хем
- 452 км: река Хаактыг-Ой
- 457 км: река Бол. Дажан
- 461 км: река Пелиг-Хем
- 469 км: река Дарлик
- 484 км: река Хиаи
- 484 км: река Холба

## Данные водного реестра

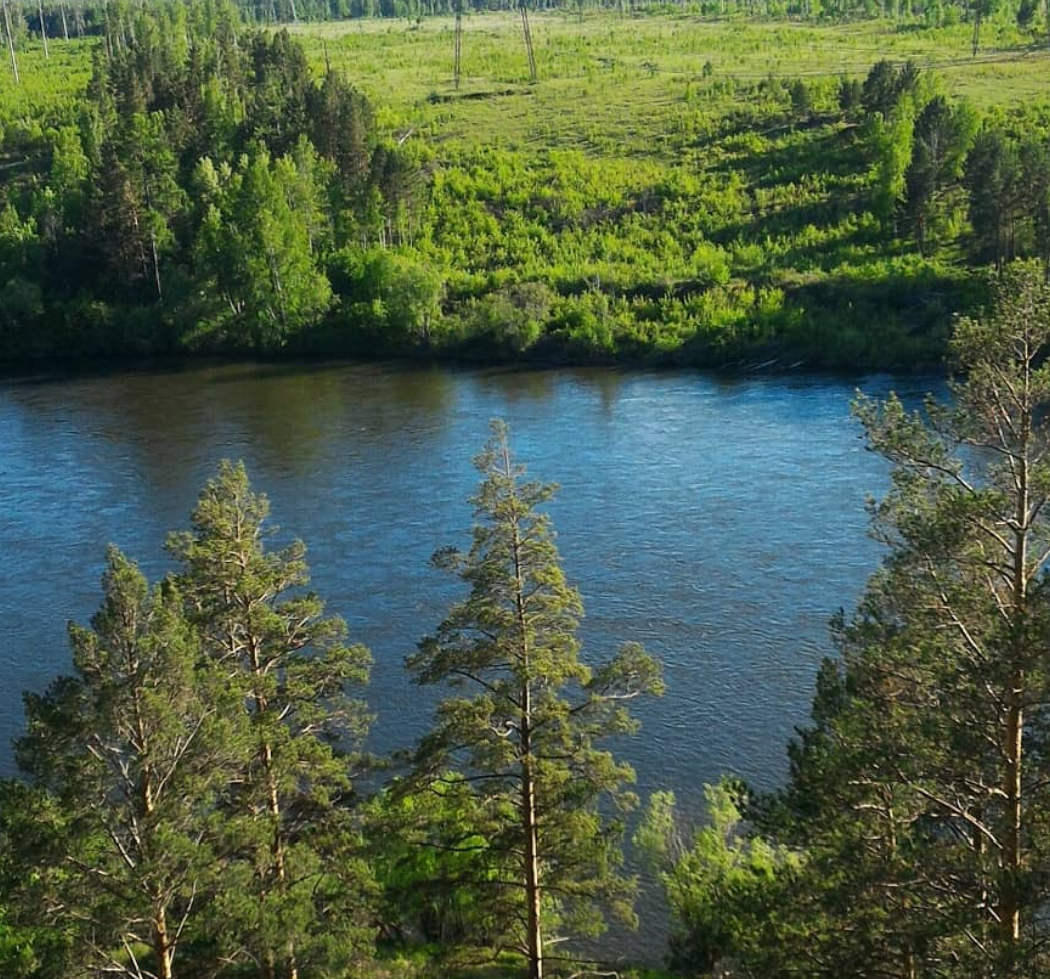
Река Ия в окрестностях Тулуна

По данным государственного водного реестра России и геоинформационной системы водохозяйственного районирования территории РФ, подготовленной Федеральным агентством водных ресурсов:
- Бассейновый округ — Ангаро-Байкальский
- Речной бассейн — Ангара
- Речной подбассейн — Ангара до створа гидроузла Братского водохранилища
- Водохозяйственный участок — Ия